# Zimowa Uniwersjada 2009
 Zimowa Uniwersjada 2009 była dwudziestą czwartą zimową uniwersjadą. Odbywała się w chińskim Harbinie w dniach 18 - 28 lutego.

## Wybór
W czerwcu 2003 Harbin złożył kandydaturę na organizatora Zimowej Uniwersjady 2009.

### Miasta kandydujące
- Harbin
- Erzurum

10 stycznia 2005 Harbin zwyciężył w głosowaniu i został organizatorem Zimowej Uniwersjady.

## Dyscypliny
| - Biathlon (9) - Biegi narciarskie (10) - Curling (2) - Hokej na lodzie (2) | - Kombinacja norweska (3) - Łyżwiarstwo figurowe (4) - Łyżwiarstwo szybkie (14) - Narciarstwo alpejskie (10) | - Narciarstwo dowolne (6) - Short track (10) - Skoki narciarskie (4) - Snowboard (7) |

## Obiekty
| Obiekt                                                         | Konkurencje                                                                                           |
| Yabuli                                                         | Narciarstwo alpejskie, Biegi narciarskie, Kombinacja norweska, Skoki narciarskie, Narciarstwo dowolne |
| Mao’ershan                                                     | Snowboard, Biathlon                                                                                   |
| Hala sportowa Instytutu Wychowania Fizycznego w Harbinie       | Hokej na lodzie                                                                                       |
| Hala hokeja na lodzie w Harbinie                               | Hokej na lodzie                                                                                       |
| Międzynarodowe centrum konferencji, wystaw i sportu w Harbinie | Łyżwiarstwo figurowe                                                                                  |
| Hala sportowa Uniwersytetu Technicznego w Harbinie             | Short track                                                                                           |
| Hala łyżwiarka Tianrun                                         | Curling                                                                                               |
| Hala łyżwiarstwa szybkiego w Heilongjiang                      | Łyżwiarstwo szybkie                                                                                   |

## Kraje biorące udział w XXIV Zimowej Uniwersjadzie

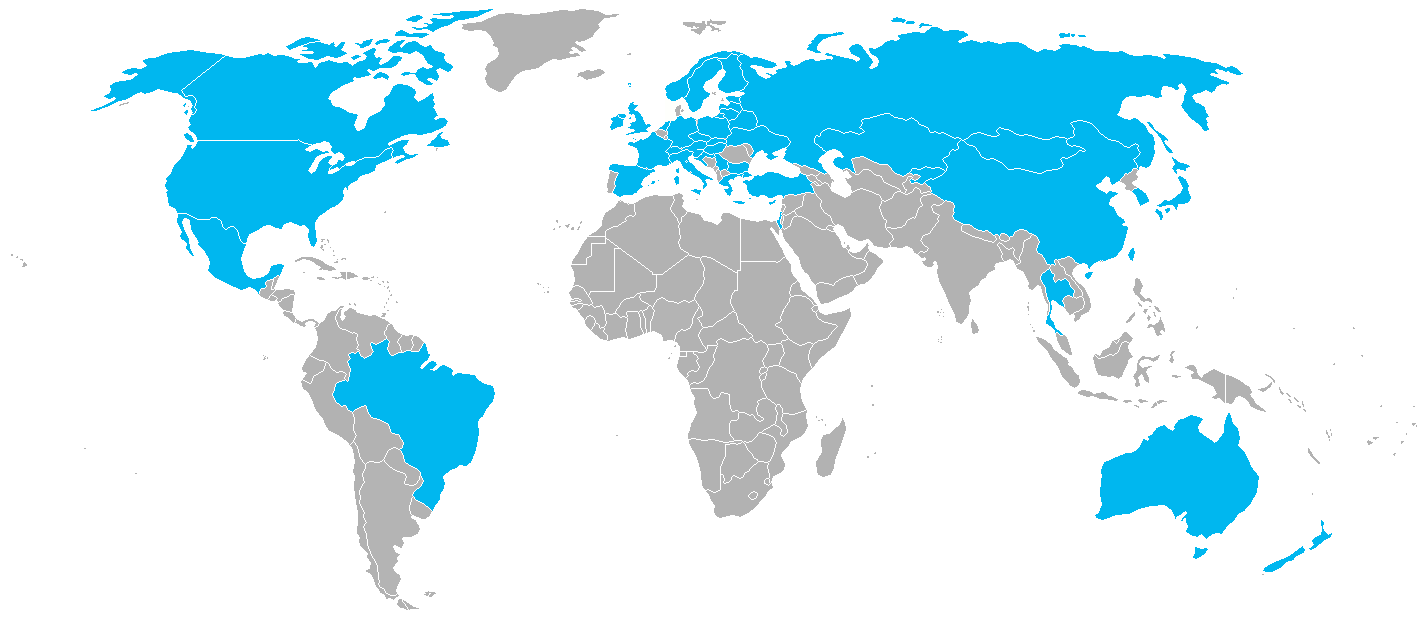
Państwa uczestniczące w XXIV ZU

W dwudziestychczwartych igrzyskach studenckich wystąpiły 43 państwa z pięciu kontynentów.
- Azja: 8 państw
- Ameryka Południowa:1 państwo
- Ameryka Północna i Karaiby: 3 państwa
- Australia i Oceania: 2 państwa
- Europa: 29 państw

| - Australia - Austria - Białoruś - Brazylia - Bułgaria - Kanada - Chiny - Chorwacja - Czechy - Hiszpania - Estonia | - Finlandia - Francja - Wielka Brytania - Niemcy - Grecja - Węgry - Izrael - Włochy - Japonia - Kazachstan - Kirgistan | - Korea Południowa - Litwa - Łotwa - Meksyk - Mongolia - Holandia - Norwegia - Nowa Zelandia - Polska - Rosja - Słowenia | - San Marino - Serbia - Szwajcaria - Słowacja - Szwecja - Tajlandia - Chińskie Tajpej - Turcja - Ukraina - Stany Zjednoczone |

## Polska

### Medale
| Dzień |   |   |   |
| 18.02 | 0 | 0 | 0 |
| 19.02 | 0 | 0 | 0 |
| 20.02 | 0 | 0 | 0 |
| 21.02 | 0 | 2 | 1 |
| 22.02 | 0 | 1 | 0 |
| 23.02 | 0 | 0 | 1 |
| 24.02 | 0 | 1 | 3 |
| 25.02 | 0 | 0 | 1 |
| 26.02 | 2 | 0 | 2 |
| 27.02 | 0 | 0 | 0 |
| 28.02 | 0 | 0 | 0 |

#### Złoto
- Narciarstwo alpejskie

Katarzyna Karasińska - slalom
- Łyżwiarstwo szybkie

Konrad Niedźwiedzki, Sławomir Chmura, Sebastian Druszkiewicz - bieg drużynowy mężczyzn

#### Srebro
- Łyżwiarstwo szybkie

Konrad Niedźwiedzki - 1000 metrów
Konrad Niedźwiedzki - 1500 metrów
- Snowboard

Marcin Bocian - snowboardcross
- Skoki narciarskie

Marcin Bachleda - skocznia normalna

#### Brąz
- Łyżwiarstwo szybkie

Luiza Złotkowska - 3000 metrów
Luiza Złotkowska - 5000 metrów
Luiza Złotkowska, Natalia Czerwonka, Ewelina Przeworska - bieg drużynowy kobiet
- Snowboard

Karolina Sztokfisz - slalom równoległy
- Narciarstwo alpejskie

Katarzyna Karasińska - slalom gigant
Aleksandra Kluś - slalom
- Biathlon

Agnieszka Grzybek - sprint
Weronika Nowakowska-Ziemniak - bieg pościgowy

## Symbole

### Maskotka
Oficjalną maskotką uniwersjady był Dong Dong.

### Hymn
Hymnem uniwersjady był "We Are Young, We Are Strong!"

### Hasło
Hasłem uniwersjady było "Youth,Future,Ice and Snow" (pol - Młodość,Przyszłość,Lód i Śnieg)

## Terminarz
| Dyscyplina            | 17.02 | 18.02 | 19.02 | 20.02 | 21.02 | 22.02 | 23.02 | 24.02 | 25.02 | 26.02 | 27.02 | 28.02 |
| Ceremonia             |       | ●     |       |       |       |       |       |       |       |       |       | ●     |
| Narciarstwo alpejskie |       |       |       |       | ●●    | ●●    |       | ●     | ●     | ●     | ●     |       |
| Biegi narciarskie     |       |       |       | ●●    | ●●    |       | ●●    |       | ●●    |       | ●     | ●     |
| Kombinacja norweska   |       |       |       | ●     |       | ●     |       | ●     |       |       |       |       |
| Skoki narciarskie     |       |       |       | ●●    |       | ●     |       |       | ●     |       |       |       |
| Snowboard             |       |       |       |       | ●●    |       | ●●    |       | ●●    |       | ●     |       |
| Biathlon              |       |       |       |       | ●●    |       |       | ●●    | ●●    |       | ●●    | ●●    |
| Hokej na lodzie       |       |       |       |       |       |       |       |       |       |       | ●     | ●     |
| Łyżwiarstwo figurowe  |       |       |       |       |       | ●●    | ●     | ●●    | G     |       |       |       |
| Short track           |       |       | ●●    | ●●    |       | ●●    | ●●●●  |       |       |       |       |       |
| Curling               |       |       |       |       |       |       |       |       |       |       | ●●    |       |
| Łyżwiarstwo szybkie   |       |       | ●●    | ●●    | ●●    | ●●    |       | ●●    | ●●    | ●●    |       |       |
| Narciarstwo dowolne   |       |       |       | ●●    |       | ●     | ●     | ●     | ●     |       |       |       |
| Medale złote          | -     | -     | 4     | 11    | 10    | 11    | 10    | 9     | 11    | 3     | 8     | 4     |

## Telewizja i media
W trakcie uniwersjady działały trzy nowoczesne centra prasowe:
- położone w Yabuli
- położone na obiekcie Mao’ershan
- położone w centrum Harbinu

Transmisje z uniwersjady do Europy przekazywał program Eurosport 2.

## Tabela medalowa
| Rk  | Kraj                     | Złoto | Srebro | Brąz | Razem |
| 1.  | Chińska Republika Ludowa | 18    | 18     | 12   | 48    |
| 2.  | Rosja                    | 18    | 14     | 19   | 51    |
| 3.  | Korea Południowa         | 12    | 7      | 9    | 28    |
| 4.  | Japonia                  | 9     | 8      | 3    | 20    |
| 5.  | Szwajcaria               | 7     | 3      | 4    | 14    |
| 6.  | Austria                  | 4     | 3      | 2    | 9     |
| 7.  | Francja                  | 2     | 6      | 5    | 13    |
| 8.  | Polska                   | 2     | 4      | 8    | 14    |
| 9.  | Holandia                 | 2     | 1      | 1    | 4     |
| 10. | Szwecja                  | 2     | 0      | 0    | 2     |
| 11. | Kanada                   | 1     | 4      | 1    | 6     |
| 12. | Czechy                   | 1     | 3      | 5    | 9     |
| 13. | Ukraina                  | 1     | 2      | 4    | 7     |
| 14. | Niemcy                   | 1     | 2      | 3    | 6     |
| 15. | Izrael                   | 1     | 0      | 0    | 1     |
| 16. | Finlandia                | 0     | 2      | 2    | 4     |
| 17. | Słowacja                 | 0     | 1      | 2    | 3     |
| 18. | Włochy                   | 0     | 1      | 1    | 2     |
| 19. | Białoruś                 | 0     | 1      | 0    | 1     |
| -   | Norwegia                 | 0     | 1      | 0    | 1     |